# Mario Kart: Double Dash!!
Mario Kart: Double Dash!! – komputerowa gra wyścigowa z serii Mario Kart, która została wydana przez Nintendo w 2003 roku na konsolę GameCube. Odróżniając się od innych Mario kartowych tytułów, w tej grze na jednym karcie/pojeździe jechały dwie postacie.